# Giáo phận Thanh Hóa
Giáo phận Thanh Hóa (tiếng Latinh: Dioecesis de Thanh Hoa) là một giáo phận Công giáo tại Miền Trung Việt Nam. Giáo phận này có diện tích 11.168 km², tương ứng với toàn bộ tỉnh Thanh Hóa, với 147.585 giáo dân (2018), chiếm 3,4% dân cư trong tổng số dân địa phương là 4.291.000 người. Giáo phận Thanh Hóa hiện được quản nhiệm bởi Giám mục Giuse Nguyễn Đức Cường (từ 2018).

## Lịch sử
Xứ Thanh được các thừa sai Dòng Tên truyền giáo, khởi đầu với hai thầy cả Alexandre de Rhodes người Avinhon và Pedro Marques người Bồ Đào Nha cập bến Cửa Bạng (nay thuộc giáo xứ Ba Làng) năm 1627. Thư của thầy giảng Bentô Thiện gửi thầy cả Giovanni Filippo de Marini ghi rằng: "Thanh Hoá xứ được hai mươi nhà thánh". Hội Thừa sai Paris sau đó đảm nhận việc truyền giáo tại vùng đất này.
Hạt Đại diện Tông Tòa (Địa phận) Thanh Hóa được thành lập vào ngày 7 tháng 5 năm 1932, tách ra từ Hạt Đại diện Tông Tòa Phát Diệm. Địa bàn Địa phận bấy giờ gồm 2 tỉnh Thanh Hóa và Sầm Nưa (Lào) với diện tích khoảng 21.000km2, dân số khoảng 1,5 triệu người, trong đó có 4,4 vạn giáo dân bao gồm cả 7.000 người thuộc các dân tộc thiểu số. Lúc ấy nếu không tính 5 xứ thuộc Châu Lào, giáo phận chỉ có 18 giáo xứ, với 16 thừa sai, 48 linh mục Việt Nam, 82 thầy giảng, một ký túc xá của Dòng Đức Bà Truyền giáo, một Tu viện Dòng Kín Camêlô.
Năm 1952, vùng Sầm Nưa được nhập về Địa phận Tông tòa Viêng Chăn. Địa phận Thanh Hóa từ thời điểm này có diện tích cho đến ngày nay. Năm 1960, Tòa Thánh nâng cấp tất cả các Hạt đại diện Tông Tòa (địa phận) tại Việt Nam lên hàng giáo phận. Địa phận Thanh Hóa trở thành giáo phận, với vị giám mục tiên khởi là Giám mục Phêrô Phạm Tần, Phó Đại diện Tông Tòa và lúc đó là Giám quản Tông Tòa Địa phận Thanh Hóa. Ông không được tấn phong giám mục cho đến năm 1975.

## Danh sách các giáo xứ
Địa giới giáo phận: phía bắc giáp giáo phận Hưng Hóa và giáo phận Phát Diệm, phía nam giáp giáo phận Vinh, phía đông giáp vịnh Bắc Bộ, phía tây giáp Hạt Đại diện Tông tòa Viêng Chăn (Lào).

### Giáo hạt Ba Làng
Giáo hạt Ba Làng gồm 7 giáo xứ nằm trên địa bàn các xã, phường phía đông nam tỉnh Thanh Hóa, xếp theo ABC:
1. Giáo xứ Ba Làng - Phường Tĩnh Gia
2. Giáo xứ Hoài Yên - Phường Ngọc Sơn
3. Giáo xứ Minh Thanh - Thôn Minh Châu, xã Trường Lâm
4. Giáo xứ Nghi Sơn - Phường Nghi Sơn
5. Giáo xứ Thanh Thủy - Phường Trúc Lâm
6. Giáo xứ Thượng Chiểu - Phường Hải Lĩnh
7. Giáo xứ Thủy Cơ - Phường Ngọc Sơn

### Giáo hạt Chính Tòa
Giáo hạt Chính Tòa gồm 16 giáo xứ, nằm trên địa bàn các xã, phường phía đông tỉnh Thanh Hóa, xếp theo ABC:
1. Giáo xứ Chính Tòa - 232A Trường Thi, phường Hạc Thành
2. Giáo xứ Cổ Định - Thôn Cổ Định, xã Tân Ninh
3. Giáo xứ Đa Minh - Thôn Đa Minh, xã Quảng Yên
4. Giáo xứ Đại Thảo - Phố Tây Sơn, phường Hạc Thành
5. Giáo xứ Đại Tiền - Phường Nguyệt Viên
6. Giáo xứ Gia Hà - Thôn Gia Hà, xã Quảng Ngọc
7. Giáo xứ Hà Nhuận - Thôn Hà Nhuận, xã Triệu Sơn
8. Giáo xứ Hải Lập - Phường Sầm Sơn
9. Giáo xứ Hòa Chúng - Phường Sầm Sơn
10. Giáo xứ Hoành Suối - Thôn 3, xã Thọ Phú
11. Giáo xứ Ngọc Tranh - Phố Minh Trại, phường Quảng Phú
12. Giáo xứ Phù Bình - Phường Đông Sơn
13. Giáo xứ Phúc Lãng - Thôn Phúc Lãng, xã Quảng Chính
14. Giáo xứ Sầm Sơn - 121 Nguyễn Du, phường Sầm Sơn
15. Giáo xứ Thanh Bình - Thôn Văn Sơn, xã Quảng Ngọc
16. Giáo xứ Toàn Tân - Phường Đông Tiến

### Giáo hạt Hữu Lễ
Giáo hạt Hữu Lễ gồm 16 giáo xứ nằm trên địa bàn các xã trung tâm tỉnh Thanh Hóa, xếp theo ABC:
1. Giáo xứ Bích Phương - Thôn Bích Phương, xã Sao Vàng
2. Giáo xứ Đạt Giáo - Thôn Đạt Giáo, xã Thiệu Tiến
3. Giáo xứ Điền Thôn - Thôn Điền Trạch, xã Sao Vàng
4. Giáo xứ Hữu Lễ - Thôn Hữu Lễ, xã Lam Sơn
5. Giáo xứ Kẻ Đầm - Thôn Kẻ Đầm, xã Thọ Lập
6. Giáo xứ Kẻ Láng - Thôn Kẻ Láng, xã Thọ Xuân
7. Giáo xứ Kẻ Vàng - Thôn Kẻ Vàng, xã Yên Ninh
8. Giáo xứ Lam Sơn - Xã Lam Sơn
9. Giáo xứ Mục Sơn - Thôn Mục Sơn, xã Lam Sơn
10. Giáo xứ Ngọc Đông - Thôn 3, xã Yên Ninh
11. Giáo xứ Ngọc Lạp - Thôn Ngọc Lạp, xã Sao Vàng
12. Giáo xứ Phong Mỹ - Thôn Phong Mỹ, xã Lam Sơn
13. Giáo xứ Phúc Địa - Thôn Phúc Địa, xã Xuân Tín
14. Giáo xứ Phương Long - Thôn Phương Long, xã Xuân Tín
15. Giáo xứ Thiện Giáo - Thôn Thiện Giáo, xã Thiệu Tiến
16. Giáo xứ Thường Xuân - Thôn Hưng Long, xã Thường Xuân
17. Giáo xứ Quần Ngọc - Thôn Quần Ngọc, xã Sao Vàng

### Giáo hạt Kẻ Bền
Giáo hạt Kẻ Bền gồm 16 giáo xứ nằm trên địa bàn các xã phía bắc tỉnh Thanh Hóa, xếp theo ABC:
1. Giáo xứ Bản Thủy - Thôn Bản Thủy, xã Biện Thượng
2. Giáo xứ Đa Lộc - Thôn Đa Lộc, xã Yên Trường
3. Giáo xứ Đắc Lộc - Thôn Tân Lộc 2, xã Quý Lộc
4. Giáo xứ Đồng Mực - Thôn Đồng Mục, xã Biện Thượng
5. Giáo xứ Đồng Phúc - Thôn Đồng Phúc, xã Quý Lộc
6. Giáo xứ Kẻ Bền - Thôn Kẻ Bền, xã Biện Thượng
7. Giáo xứ Khánh Linh - Thôn Khánh Linh, xã Định Tân
8. Giáo xứ Kiên Khánh - Thôn Kiên Khánh, xã Kim Tân, huyện Thạch Thành
9. Giáo xứ Ngọc Sơn - Thôn Ngọc Sơn, xã Yên Định
10. Giáo xứ Nhân Lộ - Thôn Nhân Lộ, xã Vĩnh Lộc
11. Giáo xứ Pháp Ngỡ - Thôn Pháp Ngỡ, xã Vĩnh Lộc
12. Giáo xứ Quan Nhân - Thôn Quan Nhân, xã Tây Đô
13. Giáo xứ Quần Xá - Thôn Quần Xá, xã Quý Lộc, huyện Yên Định
14. Giáo xứ Tây Trác - Thôn Thành Sơn, xã Ngọc Trạo
15. Giáo xứ Vân Lung - Thôn Eo Bàn, xã Ngọc Trạo
16. Giáo xứ Yên Khánh - Thôn Yên Định, xã Định Tân

### Giáo hạt Ngọc Đỉnh
Giáo hạt Ngọc Đinh gồm 13 giáo xứ nằm trên địa bàn các xã, phường phía đông bắc tỉnh Thanh Hóa, xếp theo ABC:
1. Giáo xứ Đa Nam - Phường Bỉm Sơn
2. Giáo xứ Đa Phạn - Thôn Đa Phạn, xã Vạn Lộc
3. Giáo xứ Do Hạ - Thôn Do Hạ, xã Hậu Lộc
4. Giáo xứ Đông Quang - Thôn Đông Quang, xã Lĩnh Toại
5. Giáo xứ Đông Sơn - Phường Bỉm Sơn
6. Giáo xứ Đức Tâm - 38 Lương Định Của, phường Quang Trung
7. Giáo xứ Kẻ Rừa - Phường Bỉm Sơn
8. Giáo xứ Mỹ Điện - Thôn Mỹ Điện, xã Hậu Lộc
9. Giáo xứ Ngọc Đỉnh - Thôn Ngọc Đỉnh, xã Hoằng Hóa
10. Giáo xứ Thánh Mẫu - Thôn Quang Tân, xã Hoa Lộc
11. Giáo xứ Thiên An - Thôn Đoài Thôn, xã Hoạt Giang
12. Giáo xứ Tiên Thôn - Thôn Tiên Thôn, xã Hà Trung
13. Giáo xứ Trinh Hà - Thôn Trinh Hà, xã Hoằng Phú

### Giáo hạt Tam Tổng
Giáo hạt Tam Tổng gồm 12 giáo xứ nằm trên địa bàn các xã phía đông bắc tỉnh Thanh Hóa, xếp theo ABC:
1. Giáo xứ Bạch Câu - Thôn Bạch Câu, xã Nga Sơn
2. Giáo xứ Chính Nghĩa - Thôn Chính Nghĩa, xã Nga An
3. Giáo xứ Điền Hộ - xóm 2, xã Nga An
4. Giáo xứ Liên Hải - Thôn Liên Hải, xã Tân Tiến
5. Giáo xứ Liên Nghĩa - Thôn Liên Nghĩa, xã Tân Tiến
6. Giáo xứ Mông Ân - xóm 6, xã Nga An
7. Giáo xứ Phúc Lạc - Thôn Phúc Lạc, xã Hồ Vương
8. Giáo xứ Phước Nam - xóm 4, xã Nga An
9. Giáo xứ Tam Linh - Thôn Tam Linh, xã Nga Thắng
10. Giáo xứ Tam Tổng - Thôn Tam Tổng, xã Nga An
11. Giáo xứ Tân Hải - Thôn Tân Hải, xã Nga An
12. Giáo xứ Vĩnh Thiện - Thôn Vĩnh Thiện, xã Hồ Vương

### Giáo hạt Thái Yên
Giáo hạt Thái Yên gồm 9 giáo xứ nằm trên địa bàn các xã, phường phía nam tỉnh Thanh Hóa, xếp theo ABC:
1. Giáo xứ Đông Yên - Thôn Đông Yên, xã Các Sơn
2. Giáo xứ Kiến An - Thôn Kiến An, xã Tượng Lĩnh
3. Giáo xứ Ngọc Lẫm - Thôn Ngọc Lẫm, xã Trường Văn
4. Giáo xứ Tân Đạo - Thôn Tân Đạo, xã Nông Cống
5. Giáo xứ Tân Sơn - Phường Trúc Lâm
6. Giáo xứ Thái Yên - Thôn Thái Yên, xã Công Chính
7. Giáo xứ Thanh Xuân - Thôn Thanh Xuân, xã Trường Văn
8. Giáo xứ Vạn Thành - Thôn Vạn Thành, xã Thăng Bình
9. Giáo xứ Yên Sơn - Thôn Yên Sơn, xã Mậu Lâm

### Giáo hạt Phong Ý
Giáo hạt Phong Ý gồm 5 giáo xứ nằm trên địa bàn các xã miền núi phía tây tỉnh Thanh Hóa, xếp theo ABC:
1.Giáo xứ Bằng Phú - Thôn Bằng Phú, xã Thạch Bình
2.Giáo xứ Dương Giao - Thôn Đại Dương, xã Thạch Bình
3.Giáo xứ Lâm Sa - Xã Bá Thước
4.Giáo xứ Ngọc Đường - Thôn Vân Ngọc, xã Cẩm Tân
5.Giáo xứ Phong Ý - Thôn Phong Ý, xã Cẩm Thủy

## Các danh địa trong giáo phận

### Nhà thờ chính tòa và Tòa Giám mục
Tòa giám mục của giáo phận đặt tại số 50 Nguyễn Trường Tộ, thành phố Thanh Hóa. 

## Các đời Giám mục quản nhiệm
| STT                             | Tên                                  | Thời gian quản nhiệm            | Ghi chú                                      |
| Hạt Đại diện Tông tòa Thanh Hóa | Hạt Đại diện Tông tòa Thanh Hóa      | Hạt Đại diện Tông tòa Thanh Hóa | Hạt Đại diện Tông tòa Thanh Hóa              |
| ------------------------------- | ------------------------------------ | ------------------------------- | -------------------------------------------- |
| 1 †                             | Louis-Christian-Marie de Cooman Hành | 1932-1960                       |                                              |
| 2 †                             | Phêrô Phạm Tần                       | 1959-1960                       |                                              |
| Giáo phận Thanh Hóa             |                                      |                                 |                                              |
|                                 | Phêrô Phạm Tần                       | 1960-1990                       |                                              |
| 3 †                             | Giuse Maria Trịnh Văn Căn            | 1990                            | Hồng y, kiêm Giám quản Tông tòa              |
| *                               | Trống tòa                            | 1990-1994                       | Linh mục Antôn Trần Lộc, Giám quản giáo phận |
| 4 †                             | Bartôlômêô Nguyễn Sơn Lâm            | 1994-2003                       | Giám mục chính tòa                           |
| 5                               | Giuse Ngô Quang Kiệt                 | 2003-2004                       | Giám quản Tông tòa                           |
| 6                               | Giuse Nguyễn Chí Linh                | 2004-2016 2016-2018             | Giám mục chính tòa Giám quản Tông tòa        |
| 7                               | Giuse Nguyễn Đức Cường               | 2018-nay                        | Giám mục chính tòa                           |

Ghi chú:
- : Giám mục chính tòa
- : Giám mục phó, Giám mục phụ tá hoặc Đại diện Tông Tòa
- : Giám quản tông tòa